# Championnat de Yougoslavie de football 1985-1986
Navigation
Saison précédente Saison suivante
La saison 1985-1986 du Championnat de Yougoslavie de football est la cinquante-septième édition du championnat de première division en Yougoslavie. Les dix-huit meilleurs clubs du pays prennent part à la compétition et sont regroupées en une poule unique où chaque formation affronte deux fois ses adversaires, à domicile et à l'extérieur. En fin de saison, les deux derniers du classement sont relégués et remplacés par les deux meilleures équipes de deuxième division.
C'est le club du FK Partizan Belgrade qui remporte la compétition, en terminant en tête du classement final, à égalité de points mais à la meilleure différence de buts que l'Étoile rouge de Belgrade. Le duo devance de douze points un trio de clubs, le FK Velez Mostar, le Hajduk Split et le NK Rijeka. C'est le 10e titre de champion de Yougoslavie de l'histoire du club.

## Polémique autour de la34ejournée
La fin de saison a été assez agitée. À cause de plusieurs résultats suspects des rencontres de la dernière journée du championnat, la fédération décide d'annuler tous les matchs de cette 34e journée et de les faire rejouer. Voici les rencontres incriminées :
- FK Sarajevo 0 - 4 Etoile rouge de Belgrade : Pour remporter le titre, l'Etoile rouge doit gagner par le plus grand écart possible. Le club s'impose sur la pelouse du tenant du titre par quatre buts d'écart.
- Partizan Belgrade 4 - 0 Zeljeznicar Sarajevo : Pour remporter le titre, le Partizan doit gagner la rencontre avec au moins le même écart que l'Étoile rouge. La rencontre débute avec 10 minutes de retard afin de rendre hommage au buteur local Momčilo Vukotić, le Partizan s'impose, exactement comme l'Étoile rouge, 4 à 0.
- FK Vojvodina Novi Sad 1 - 7 Dinamo Zagreb : Vojvodina est déjà condamné à la relégation, le Dinamo doit gagner par le plus grand écart possible pour se qualifier pour la Coupe UEFA.
- Hajduk Split 5 - 3 Dinamo Vinkovci : Le Hajduk doit gagner pour se qualifier pour la Coupe UEFA tandis que le buteur du Vinkovci, Davor Čop, est à la lutte pour le titre de meilleur buteur. L'Hajduk s'impose et Cop marque un hat-trick pour les visiteurs.
- Sujetska 5 - 5 Buducnost Titograd : Les deux équipes ne doivent pas perdre pour se maintenir en première division.
- Velez Mostar 2 - 3 OFK Belgrade : Le Velez a déjà assuré sa qualification européenne grâce à sa victoire en Coupe, l'OFK doit absolument s'imposer pour ne pas descendre. Le club de Belgrade s'impose sur une pelouse qui a vu de nombreuses équipes s'incliner cette saison.
- Celik Zenica 1 -1 NK Rijeka : Les deux clubs doivent marquer des points, le Celik pour ne pas descendre, Rijeka pour un billet en Coupe UEFA.

Tous les clubs acceptent la sanction, excepté le FK Partizan Belgrade, qui perd donc la rencontre sur tapis vert 3-0 et voit l'Étoile rouge à la fois remporter le titre et gagner sa qualification pour la prochaine Coupe d'Europe des clubs champions. De plus, les 12 clubs impliqués reçoivent une pénalité de 6 points applicable au début de la saison suivante.
Cependant, le club fait appel de cette décision, qui est annulée deux ans plus tard et permet au Partizan de récupérer son titre de champion.

## Les clubs participants
| - Partizan Belgrade - Dinamo Zagreb - FK Étoile rouge de Belgrade - Hajduk Split - FK Vojvodina Novi Sad - NK Rijeka - OFK Belgrade - Promu de D2 - NK Osijek - Buducnost Titograd | - FK Velez Mostar - NK Dinamo Vinkovci - FK Vardar Skopje - FK Sutjeska Nikšić - FK Sarajevo - FC Pristina - FK Sloboda Tuzla - FK Željezničar Sarajevo - NK Celik Zenica - Promu de D2 |

## Compétition

### Classement
Le classement est effectué en utilisant le barème classique (victoire à 2 points, match nul un point, défaite zéro point).
| Rang | Équipe                      | Pts | J  | G  | N  | P  | Bp | Bc | Diff |
| ---- | --------------------------- | --- | -- | -- | -- | -- | -- | -- | ---- |
| 1    | FK Partizan Belgrade        | 49  | 34 | 21 | 7  | 6  | 65 | 29 | +36  |
| 2    | FK Étoile rouge de Belgrade | 49  | 34 | 21 | 7  | 6  | 73 | 38 | +35  |
| 3    | FK Velez Mostar C           | 37  | 34 | 13 | 11 | 10 | 64 | 50 | +14  |
| 4    | Hajduk Split                | 37  | 34 | 15 | 7  | 12 | 55 | 44 | +11  |
| 5    | NK Rijeka                   | 37  | 34 | 12 | 13 | 9  | 42 | 31 | +11  |
| 6    | Dinamo Zagreb               | 36  | 34 | 11 | 14 | 9  | 53 | 43 | +10  |
| 7    | FK Željezničar Sarajevo     | 35  | 34 | 15 | 5  | 14 | 58 | 63 | -5   |
| 8    | FK Vardar Skopje            | 34  | 34 | 14 | 6  | 14 | 52 | 59 | -7   |
| 9    | NK Osijek                   | 33  | 34 | 12 | 9  | 13 | 39 | 42 | -3   |
| 10   | FK Sutjeska Nikšić          | 32  | 34 | 14 | 4  | 16 | 55 | 61 | -6   |
| 11   | FC Pristina                 | 32  | 34 | 13 | 6  | 15 | 37 | 47 | -10  |
| 12   | FK Sloboda Tuzla            | 31  | 34 | 11 | 9  | 14 | 47 | 59 | -12  |
| 13   | NK Dinamo Vinkovci          | 30  | 34 | 11 | 8  | 15 | 51 | 54 | -3   |
| 14   | Buducnost Titograd          | 30  | 34 | 13 | 4  | 17 | 47 | 52 | -5   |
| 15   | FK Sarajevo T               | 30  | 34 | 11 | 8  | 15 | 41 | 46 | -5   |
| 16   | NK Celik Zenica P           | 30  | 34 | 11 | 8  | 15 | 39 | 49 | -10  |
| 17   | OFK Belgrade P              | 30  | 34 | 12 | 6  | 16 | 48 | 63 | -15  |
| 18   | FK Vojvodina Novi Sad       | 20  | 34 | 6  | 8  | 20 | 33 | 69 | -36  |

|  | Qualification pour la Coupe d'Europe des clubs champions 1986-1987                          |
|  | Qualification pour la Coupe des Coupes 1986-1987                                            |
|  | Qualification pour la Coupe UEFA 1986-1987                                                  |
|  | Relégation directe en deuxième division                                                     |
|  | T : Tenant du titre C : Vainqueur de la Coupe de Yougoslavie P : Promu de deuxième division |

## Bilan de la saison
| Championnat de Yougoslavie de football 1985-1986                        |                                  |
| Champion                                                                | FK Partizan Belgrade (10e titre) |
| Coupes et trophées                                                      |                                  |
| Vainqueur de la Coupe de Yougoslavie 1985-1986                          | FK Velez Mostar                  |
| Qualifications continentales                                            |                                  |
| Coupe d'Europe des clubs champions 1986-1987                            | FK Étoile rouge de Belgrade      |
| Coupe des Coupes 1986-1987                                              | FK Velez Mostar                  |
| Coupe UEFA 1986-1987                                                    | Hajduk Split                     |
| Coupe UEFA 1986-1987                                                    | FK Partizan Belgrade             |
| Coupe UEFA 1986-1987                                                    | NK Rijeka                        |
| Promotions et relégations                                               |                                  |
| Promus en Prva Liga                                                     | Spartak Subotica                 |
| Promus en Prva Liga                                                     | FK Radnicki Nis                  |
| Relégués en Championnat de Yougoslavie de football de deuxième division | OFK Belgrade                     |
| Relégués en Championnat de Yougoslavie de football de deuxième division | FK Vojvodina Novi Sad            |